# Exton (stacja kolejowa)
Exton – stacja kolejowa we wsi Exton w hrabstwie Devon na linii kolejowej Avocet Line. Stacja bez sieci trakcyjnej. Leży w estuarium rzeki Exe. Stacja ma niski peron. 

## Ruch pasażerski
Stacja obsługuje 20 082 pasażerów rocznie (dane za okres od kwietnia 2021 do marca 2022). Posiada bezpośrednie połączenia z Exeterem i Exmouth. Pociągi odjeżdżają ze stacji co pół godziny. Pociągi zatrzymują się na stacji na żądanie.

## Obsługa pasażerów
Automaty biletowe, przystanek autobusowy.